# Rosa sect. Caninae
Rosa section Caninae  es una de las once secciones del género Rosa.

## Características generales

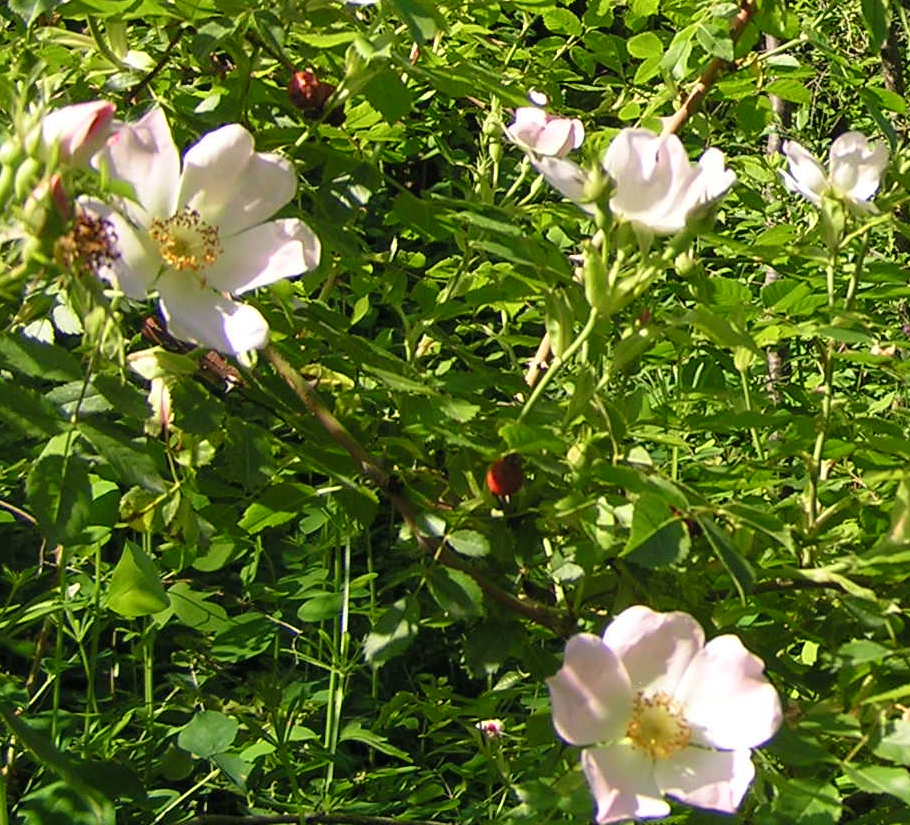
Rosa canina

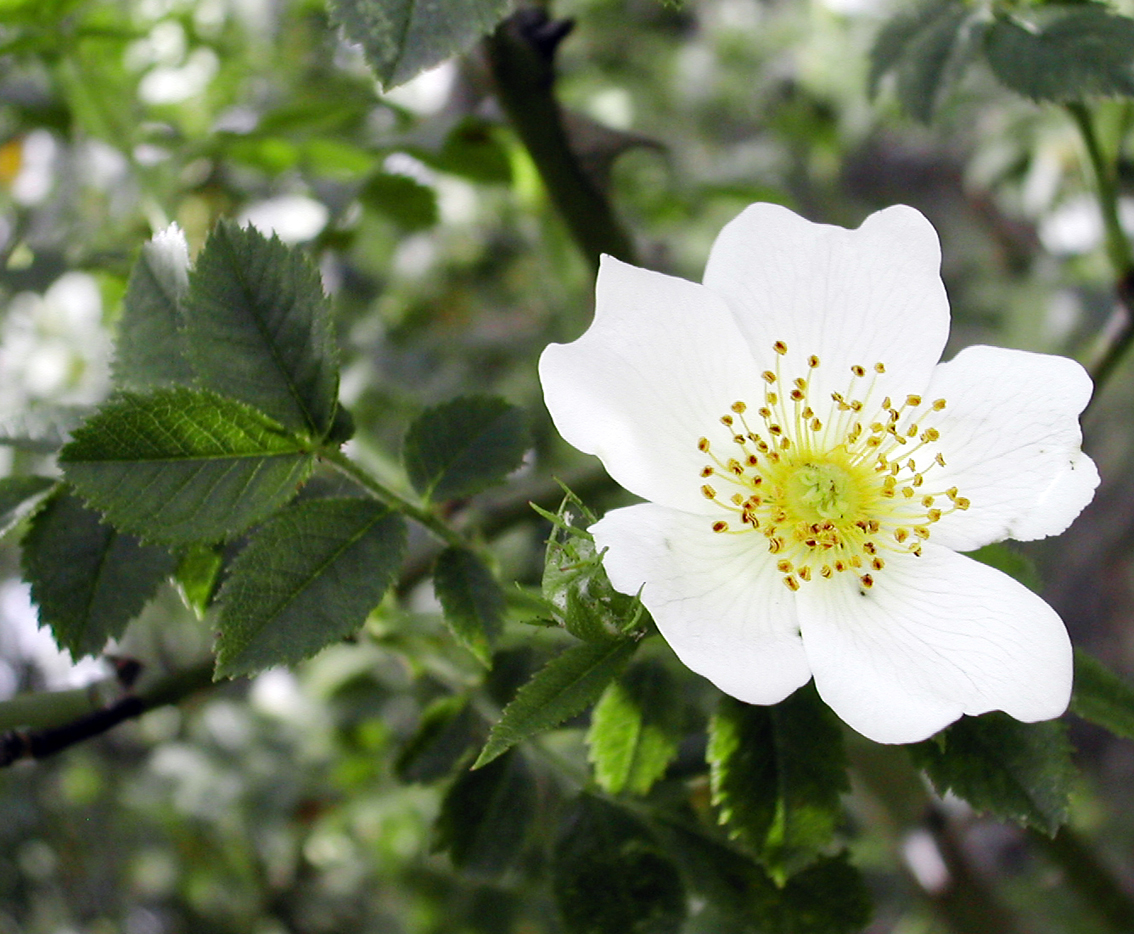
Eglantina

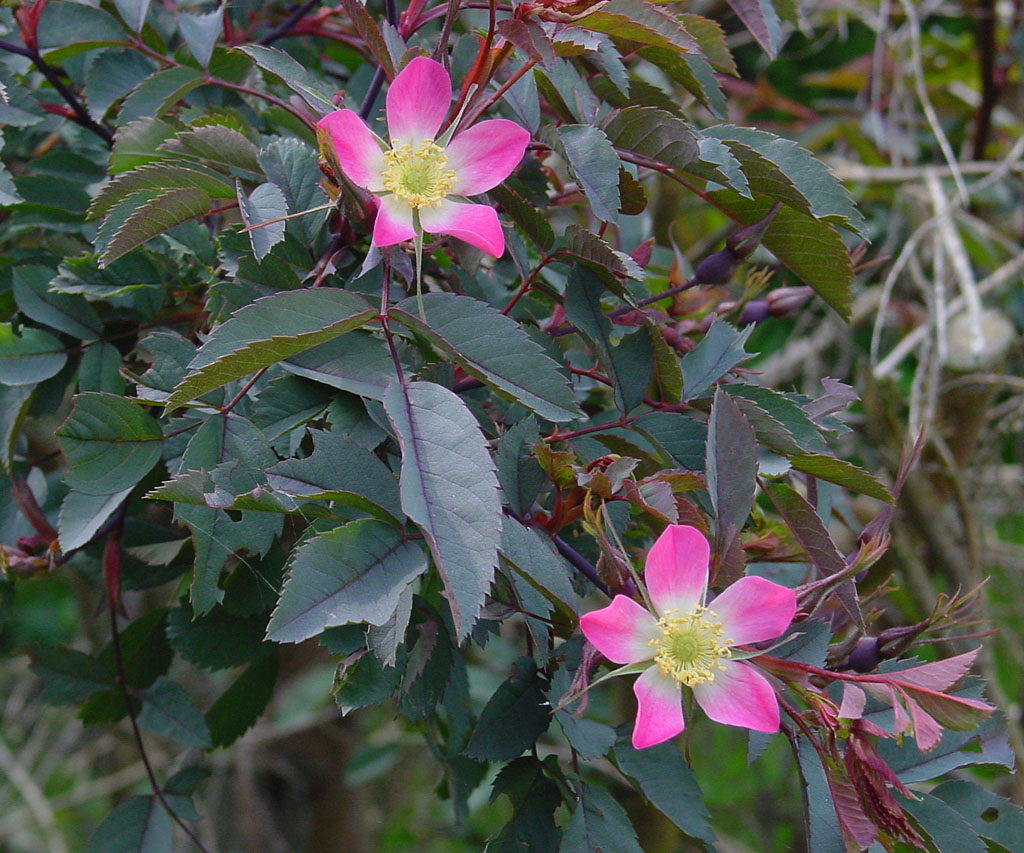
Rosa glauca

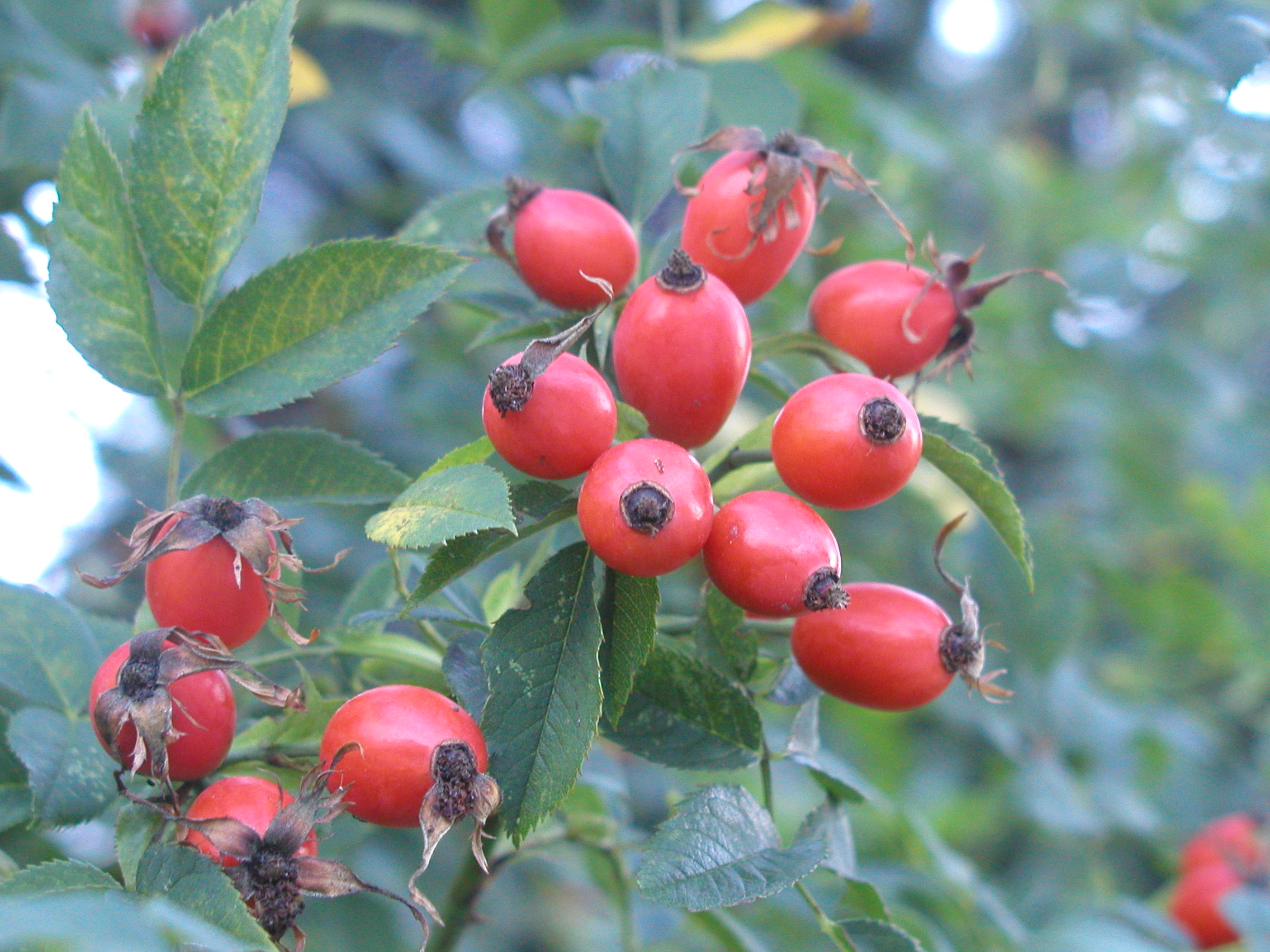
Cinorrodones de Rosa canina.

Los rosales de la sección de Caninae son conocidos con el nombre de eglantinas. Tienen tallos erectos o arqueados con muchas espinas curvadas, rara vez derechas.
Las hojas son compuestas imparipinnadas y cuentan de 5 a 7 foliolos. Estas son a veces vellosas (Rosa tomentosa, Rosa villosa).
Las flores, varían de color según las especies de blanco a rosado o rosa, son simples, con cinco sépalos lobulados y están reunidas en corimbos.
En las Caninae, el número cromosómico de base es n=7, la mayor parte de las especies son pentaploides.
Presentan la particularidad de que en la meiosis, el polen solo hereda un conjunto de cromosomas (7), en tanto que el óvulo recibe 4x7 cromosomas.
La reproducción puede ser autógama o alógama. Los cruces interespecíficos son comunes en la sección.

## Origen y distribución
Los rosales de la sección Caninae son originarios de Europa (incluido las islas británicas sur de Escandinavia, y el oeste de la Rusia) de África del Norte (Magreb) y Asia Menor (Turquía, Líbano, Siria) :
- Rosa canina[2] o eglantina, rosal rubiginosa o « églantine », y sus híbridos, magnífica podrían ser una reversión y la reaparición de Rosa rubiginosa 'Duplex' conocida antes de 1629 y desaparecida.
- Rosa pomifera, Rosa orientalis (enana), Rosa mollis, Rosa agrestis, Rosa tomentosa y otras ocho, todas con flores de color rosa.

Algunas especies se han naturalizado en otros continentes: América, Oceanía. En particular Rosa rubuginosa es considerada como una planta invasora en Nueva Zelanda.
El grupo se puede subdividir en varias subsecciones:
- Subsección Caninae
- Subsección Orientales
- Subsección Rubiginae
- Subsección Rubrifoliae
- Subsección Tomentellae
- Subsección Trachyphyllae
- Subsección Vestitae

## Principales especies
- Rosa agrestis Savi, el rosal de los setos,
- Rosa canina L., la eglantina o rosal de los perros,
- Rosa corymbifera Borkh.,
- Rosa cuspidata M.Bieb., ver Rosa tomentosa
- Rosa dumalis Bechst. - Glaucous Dog Rose
- Rosa dumetorum Thuill.
- Rosa eglanteria L., ver Rosa rubiginosa
- Rosa floribunda Steven ex Besser, ver Rosa micrantha
- Rosa glauca Pourr. (synonyme Rosa rubrifolia Vill.), el rosal de hojas rojas,
- Rosa micrantha Borrer ex Sm. (synonyme Rosa floribunda Steven ex Besser, Rosa numerosa, Rosa rubiginosa L.),
- Rosa mollis Sm., Rosa mollissima Fries., Rosa villosa var. Rosa mollissima Frau.
- Rosa montana Chaix, el rosal de las montañas,
- Rosa numerosa, ver Rosa micrantha,
- Rosa obtusifolia Desv.,
- Rosa omissa Déségl., ver Rosa sherardii,
- Rosa orientalis Dupont ex Ser.
- Rosa pomifera Herrm., ver Rosa villosa,
- Rosa rubiginosa L. (synonyme Rosa eglanteria L.) - Rosal rufo, rosal oxidado, eglantina
- Rosa rubrifolia Vill., ver Rosa glauca
- Rosa seraphinii Guss. non Viv., ver  Rosa sicula,
- Rosa sherardii Davies (syn. R. omissa),
- Rosa sicula Tratt. (syn. R. seraphinii),
- Rosa tomentosa Sm. (syn. R. cuspidata),
- Rosa villosa L. (synonyme Rosa pomifera Herrm.), rosal velloso o pomarrosa.

## Cultivo y uso
Las Caninæ, especialmente Rosa canina, sirven de portainjertos para diversas variedades de rosales.
Las variedades hortícolas han sido seleccionadas para el cultivo ornamental.
De las semillas de Rosa rubiginosa, se extrae el aceite de rosa mosqueta de Chile, utilizado en la industria cosmética.